# 中村白葉
中村 白葉（なかむら はくよう、1890年11月23日 - 1974年8月12日）は、日本のロシア文学者。本名・長三郎。別号は天涯。

## 経歴
1890年、神戸市生まれ。名古屋商業学校（現・名古屋市立名古屋商業高等学校）を出たのち、東京外国語学校（現・東京外国語大学）ロシア語科に進み、八杉貞利に師事した。在学中に一歳年下の米川正夫と知り合い、一緒に同人誌『露西亜文学』を刊行し、ロシア文学の紹介を始める。1912年、東京外国語学校ロシア語科を卒業。
卒業後は鉄道院に勤めるが、文学への志が強く辞職し、雑誌編集者となった。24歳の時、新潮社にいた投書仲間の加藤武雄より『罪と罰』の翻訳依頼を受ける。それまで内田魯庵の英訳版で読まれていたこの作品を初めてロシア語原書から邦訳し、1914年に刊行した。1915年、朝日新聞社に入社したが、翌年、貿易商・野沢組のロシヤ部に移って2年間勤務。1919年、野沢組を退職。『アンナ・カレーニナ』を翻訳出版。1922年頃には、福岡日日新聞に自伝的小説「蜜蜂の如く」を連載した。1923年9月の関東大震災後は日本電報通信社文藝部に3年半勤務するも辞職。以後はロシア文学の翻訳に生涯を捧げた。
トルストイは『アンナ・カレーニナ』については何度も改訳を行い、「全集」を度々出版。チェーホフ、プーシキンの作品も、大半を訳した。1956年以来、度々木崎夏期大学（長野県大町市）でロシア文学の講師を務めた。大町市内に「事実は唯一無二のもの、その重さは比較を絶する」との筆跡を刻んだ碑が建立された。

## 受賞・栄典
- 1973年：日本芸術院賞受賞[2]。

## 家族・親族
- 妻は杵屋三叟（1847～1927）の娘。
- ロシア文学者の中村融は、娘婿で中村家を継いだ。

## 著書
- 『蜜蜂の如く』（金星堂） 1923
- 『めくらの白馬』（第三書房） 1948
- 『トルストイ入門』（有信堂、文化新書） 1962
- 『ここまで生きてきて - 私の八十年』（河出書房新社） 1971

## 翻訳
- 『罪と罰』（ダスタエーフスキー、新潮社） 1914、のち岩波文庫
- 『アンナ・カレーニナ』（トルストイ、春秋社、トルストイ全集11） 1920、のち岩波文庫
- 『チェエホフ以後』（叢文閣） 1920
- 『自由の一年』（ゲンナーディ・イワーノヰッチ・マグニツキイ、金田常三郎共訳、日本評論社） 1922
- 『虐げられし人々（抄訳）』（ドストイエフスキイ、上方屋） 1922
- 『小悪魔』（ソログーブ、叢文閣） 1922、弘文堂 1940
- 『サーニン』（アルツィバァセフ、金星堂） 1923、のち岩波文庫
- 『現代の英雄』（レールモントフ、金星堂） 1924、のち『現代のヒーロー』岩波文庫
- 『アファナーシエフ童話集』（アファナーシエフ、世界童話大系刊行会、世界童話大系 露西亜篇） 1924
- 『妻その他』（チエホフ、新潮社、チエホフ全集6） 1926
- 『かもめ / 伯父ワーニヤ / 三人姉妹 / 桜の園』（チェーホフ、近代社、世界戯曲全集24 露西亜篇2） 1927
- 『貧しき人々』（ドストエフスキー、ドストエフスキー刊行会、世界文豪代表作全集） 1927、のち新潮文庫
- 『侵入 他四編』（トルストイ、岩波書店、トルストイ全集2） 1929
- 『雪あらし その他』（トルストイ、米川正夫共訳、岩波書店、トルストイ全集3） 1931
- 『アンナ・カレニナ』上（トルストイ、岩波書店、トルストイ全集8） 1930
- 『アンナ・カレニナ』下（トルストイ、岩波書店、トルストイ全集9） 1931
- 『イヴァン・イリツチの死 その他』（米川正夫共訳、岩波書店、トルストイ全集10） 1930
- 『復活』（トルストイ、岩波書店、トルストイ全集11） 1929
- 『ハヂ・ムラート その他』（米川正夫共訳、岩波書店、トルストイ全集12） 1931
- 『人は何で生るか』（米川正夫共訳、岩波書店、トルストイ全集14）　1930
- 『さらば我等何をなすべきか』（米川正夫共訳、岩波書店、トルストイ全集16） 1930
- 『人生論』（トルストイ、岩波文庫） 1932
- 『チエルカツシユ』ゴーリキイ、改造社、ゴーリキイ全集1） 1932
- 『穴熊』（レオーノフ、新潮社、世界文学全集） 1932
- 『人は何で生きるか』（トルストイ、岩波文庫） 1932
- 『イワンの馬鹿』（トルストイ、岩波文庫） 1932
- 『象の市長』（クロイロフ、春陽堂、クロイロフ童話集） 1932
- 『死の家の記録』（ドストエフスキイ、春陽堂） 1933、のち岩波文庫
- 『チェーホフ全集』全18巻 （金星堂） 1933 - 1936
- 『第二の日』（エレンブルグ、三笠書房、現代ソヴェト文学全集3） 1935
- 『どん底』（ゴーリキイ、岩波文庫） 1936
- 『散文詩』（ツルゲーネフ、六芸社、ツルゲーネフ全集9） 1936
- 『作家の日記』（関口弥作共訳、三笠書房、ドストイエフスキイ全集15） 1937
- 『闇の力』（トルストイ、新潮文庫） 1939
- 『検察官』（ゴーゴリ、新潮社） 1939
- 『兄弟軽騎兵』（トルストイ、主婦之友社） 1940
- 『村』（イヴァン・ブーニン、今日の問題社、ノーベル賞文学叢書） 1942
- 『兄弟』（コンスタンチン・フェーヂン、河出書房、新世界文学全集9） 1942
- 『エメリヤンの空太鼓 ロシア童話集』（愛育社） 1947
- 『ベールキン物語 他3篇』（プーシキン、共和出版社、プーシキン小説全集1） 1947
- 『大尉の娘』（プーシキン、共和出版社、プーシキン小説全集3） 1948
- 『主人と下男』（トルストイ、第三書房） 1948
- 『外套』（ゴーゴリ、細川書店） 1948
- 『初戀』（イワン・ツルゲーネフ、青磁社） 1948
- 『ペーチャ兄弟物語 戦争と平和より』（トルストイ、春秋社、トルストイ童話） 1949
- 『しろがね公爵』（アレクセイ・トルストイ、童話春秋社） 1949
- 『スペードの女王』（プーシキン、思索社） 1950、のち角川文庫
- 『みなしごネリイ』（ドストエフスキイ、同和春秋社） 1951
- 『クロイツェル・ソナタ』（トルストイ、角川文庫） 1951
- 『桜の園・熊』（チェーホフ、新潮文庫）1952
- 『コザック』（トルストイ、岩波文庫） 1952
- 『六号室/ 犬を連れたマダム』（チェーホフ、新潮文庫） 1952
- 『三人姉妹 / 結婚申込み』（チェーホフ、新潮文庫） 1952
- 『ポリクーシカ / 神父セルギイ』（トルストイ、創芸社） 1953
- 『ゴーリキイ短篇集』（創芸社） 1953
- 『賭 / 可愛い女』（チェーホフ、新潮文庫） 1953
- 『かもめ』（チェーホフ、角川文庫） 1953
- 『せむしの子馬』（イエルショーフ、日本書房） 1953
- 『セヴァストーポリ』（トルストイ、岩波文庫） 1954
- 『プーシキン小説全集1 ベールキン物語』（プーシキン、新潮文庫） 1954
- 『プーシキン小説全集2 スペードの女王』（プーシキン、新潮文庫） 1954
- 『プーシキン小説全集3 大尉の娘』（プーシキン、新潮文庫） 1954
- 『戦争と平和』（トルストイ、河出書房、世界文学全集） 1955、のち角川文庫
- 『幼年時代 少年時代 青年時代』（トルストイ、「全集1」河出書房新社） 1960
- 『初期作品集』（トルストイ、「全集3」河出書房新社） 1963
- 『ロシア民話集　アファナーシエフ民話集』（全5巻、米川正夫と分担訳、現代思潮社） 1977